# ماريو أنطونيو رودريغيز
ماريو أنطونيو رودريغيز (بالإسبانية: Mario Antonio Rodríguez)‏ (23 أغسطس 1995 في المكسيك - ) هو لاعب كرة قدم مكسيكي في مركز الوسط. لعب مع سانتوس لاغونا.

## وصلات خارجية
- ماريو أنطونيو رودريغيز على موقع قاعدة بيانات كرة القدم.إي يو (الإنجليزية)
- ماريو أنطونيو رودريغيز على موقع Soccerway.com (الإنجليزية)
- ماريو أنطونيو رودريغيز على موقع عالم كرة القدم.نت (الإنجليزية)